# Pierce Pettis
Pierce Pettis (Fort Payne (Alabama), 14 april 1954) is een Amerikaanse singer-songwriter.

## Biografie
Als voormalig personeelslid van PolyGram Publishing in Nashville (Tennessee) begon Pettis' muzikale carrière in 1979, toen Joan Baez een van zijn liedjes, Song at the End of the Movie, op haar album Honest Lullaby opnam. Na die publicatie raakte Pettis tijdens de jaren 1980 sterk betrokken bij de "Fast Folk-beweging" in New York, naast artiesten als Shawn Colvin en Suzanne Vega.
In 1984 bracht Pettis zijn eerste onafhankelijke solo-album Moments uit. Hij tekende bij High Street Records in 1989 en maakte daar de drie albums While the Serpent Lies Sleeping in 1989, Tinseltown, geproduceerd door Mark Heard in 1991 en Chase the Buffalo, geproduceerd door David Miner in 1993. Geen van deze publicaties maakte van Pettis een begrip, maar zijn muziek werd zeer populair bij andere artiesten. De productie op While the Serpent Lies Sleeping is grillig en probeert blijkbaar een folkrock geluid in evenwicht te brengen met Pierce's meestal introspectieve en introverte teksten. Pettis en producent Doug Jansen Smith maakten vaak ruzie over de productie en werkten daarna niet meer met elkaar samen. Mark Heard, Pettis' eigen keuze als producent voor Tinseltown, gaf dat album een eenvoudiger folkgeluid, met af en toe een vleugje bluegrass en rock. De teksten zijn ook meer provocerend en het album bevat een paar nummers die in feite protestnummers zijn. Heard en Pettis werden goede vrienden en na Heards vroegtijdige dood in 1992 besloot Pettis om een Mark Heard nummer op te nemen op elk volgend album, totdat Heards songwriting-vaardigheden meer aandacht kregen, een gewoonte die Pettis blijft voortzetten tot op de dag van vandaag. Met Chase the Buffalo, ongetwijfeld het meest lyrisch rijke album van de High Street jaren, vestigde Pettis zich stevig als songwriter en ontwikkelde hij de solide folk-sfeer van het vorige album verder, waarbij hij meer prominente bas- en percussie-instrumenten toevoegde en zich begon te distantiëren van de keyboard geluiden.
Toen het contract van Pettis met High Street afliep, tekende hij bij Compass Records, waar hij sindsdien is gebleven. In 1996 verscheen zijn eerste publicatie Making Light of It, een rustige verzameling van songs, waarvan de meerderheid terugkeert naar een introspectieve houding en toon, geproduceerd door David Miner (T-Bone Burnett, Elvis Costello), met Derri Daugherty en Steve Hindalong van The Choir. Muzikaal gezien zou 'roots folk' geen slechte omschrijving zijn, hoewel de toon op geen enkele manier ouderwets is. In 1998 volgde Everything Matters, met een hoger globaal tempo en enkele regionaal georiënteerde liederen, die zuidelijke steden en persoonlijkheden verkenden en roemden. De muziek van deze plaat was een delicate en succesvolle mix van een meer schaars 'roots folk' geluid, ondersteund door solide bas en percussie en geproduceerd door de met een Grammy Award bekroonde artiest Gordon Kennedy (het meest bekend voor het medeschrijven van Eric Clapton's Change the World). In 2001 verscheen Pettis' meest regionaal georiënteerde album State of Grace met een voller, meer rechttoe rechtaan folkgeluid en -sfeer. Op het Great Big World album uit 2004 werkte Pettis samen met een aantal andere songwriters voor het merendeel van de nummers, met een nog steeds aanwezige regionale tendens en een muzikaal vergelijkbaar geluid als op het vorige album. De hoeskunst van het album is geschilderd door de zuidelijke folkkunstenaar Terry Cannon. Great Big World bevatte muzikanten als Kenny Malone op percussie en bassist Danny Thompson van Pentangle. In 2009 bevatte That Kind of Love een minder regionale focus met een verzameling van voornamelijk midtempo, persoonlijke en contemplatieve nummers, hoewel de drie covers op het album, van Mark Heard, Jesse Winchester en Woody Guthrie, uptempo blues of bluegrass zijn. In 2013 formeerde Pettis, samen met Tom Kimmel en Kate Campbell, The New Agrarians en bracht een debuutalbum uit bij het onafhankelijke Due South label. Momenteel toert Pettis regelmatig, afwisselend met solovoorstellingen, concerten met The New Agrarians en een duo met zijn dochter Grace Pettis.
De liedjes van Pettis zijn gecoverd door artiesten als Dar Williams (Family op Mortal City), Garth Brooks (You Move Me op Sevens), Dion & the Belmonts, Sara Groves, Randy Stonehill, Pat Alger en anderen. Pettis zelf heeft sinds 1993 op elk album één van Mark Heards liedjes gecoverd. Dit zijn: Nod Over Coffee op Chase the Buffalo, Satellite Sky op Making Light of It, Tip of My Tongue op Everything Matters, Rise from the Ruins op State of Grace, Another Day in Limbo op Great Big World en Nothing but the Wind op That Kind of Love. Pettis' cover van Nod Over Coffee verscheen ook op het tributealbum Strong Hand of Love aan Heard in 1994.
Op 15 november 2018 kondigde Pettis de publicatie aan van Father's Son in januari 2019, zijn eerste nieuwe album in bijna 10 jaar bij Compass Records.

## Discografie
- 1984: Moments (Small World)
- 1988: While the Serpent Lies Sleeping (Small World, oorspronkelijke uitgave)
- 1989: While the Serpent Lies Sleeping (High Street, volledige uitgave)
- 1991: Tinseltown (High Street)
- 1993: Chase the Buffalo (High Street)
- 1996: Making Light of It (Compass)
- 1998: Everything Matters (Compass)
- 2001: State of Grace (Compass)
- 2004: Great Big World (Compass)
- 2009: That Kind of Love (Compass)
- 2014: New Agrarians (independent) als onderdeel van het trio The New Agrarians
- 2019: Father's Son (Compass)

### Compilaties
- 1989: Legacy: A Collection of New Folk Music (Windham Hill)
- 1990: A Winter's Solstice, Vol. III (Windham Hill)
  - met In the Bleak Midwinter
- 1994: Strong Hand of Love, tribute aan Mark Heard
  - met Nod Over Coffee
- 1996: Orphans of God, tribute aan Mark Heard
  - met Nod Over Coffee
- 2000: Aliens and Strangers (Silent Planet)
  - met Kingdom Come
- 2001: Beat (Silent Planet)
  - met Absalom, Absalom

- International Standard Name Identifier: 0000 0000 3140 5642
- Library of Congress Control Number: n92034225
- MusicBrainz: d8cba4f0-2768-46c9-8fe2-e7c5194b0741
- Virtual International Authority File: 336149294277180521333